# Sněžné dělo

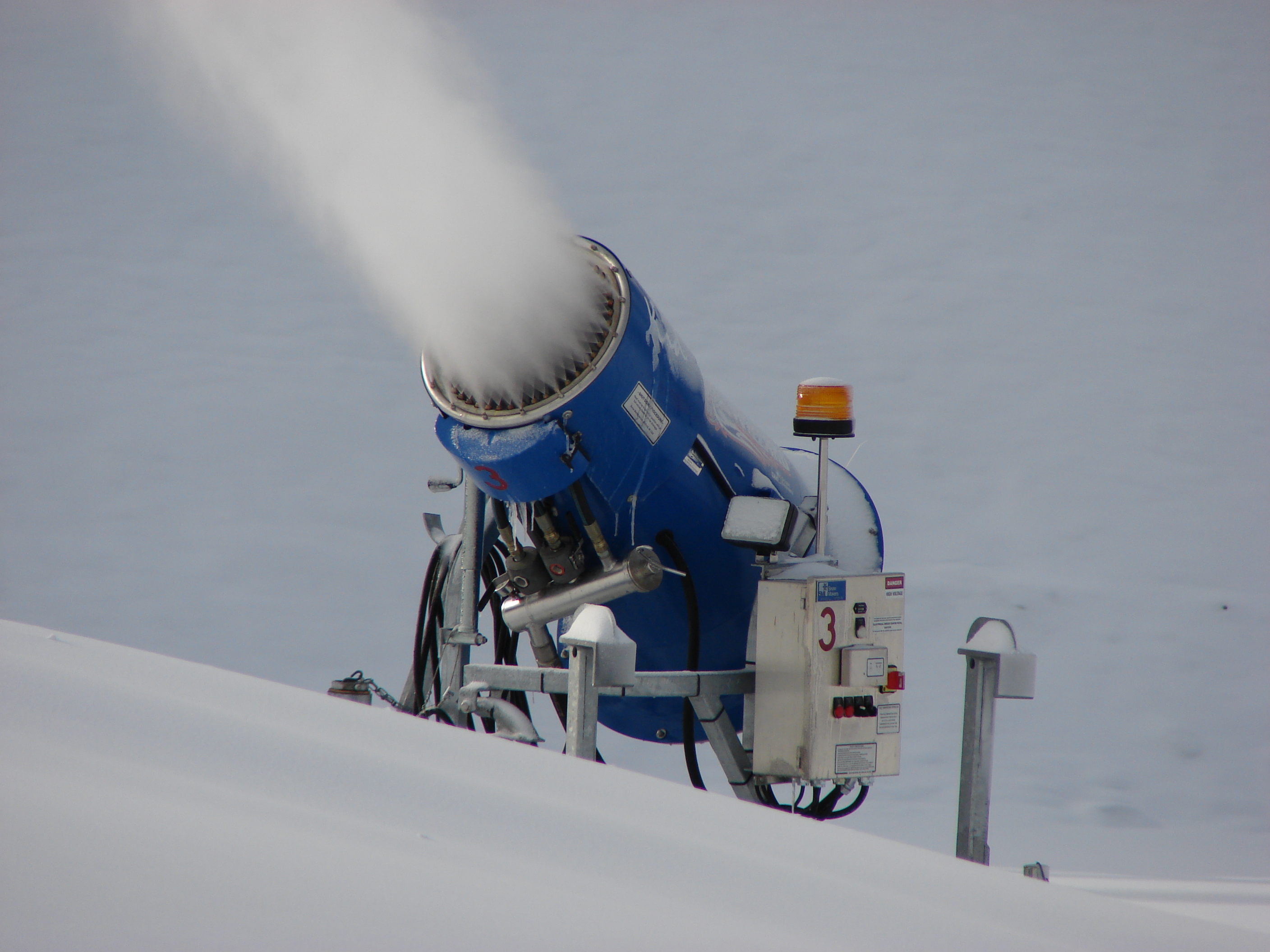
Standardní sněžné dělo

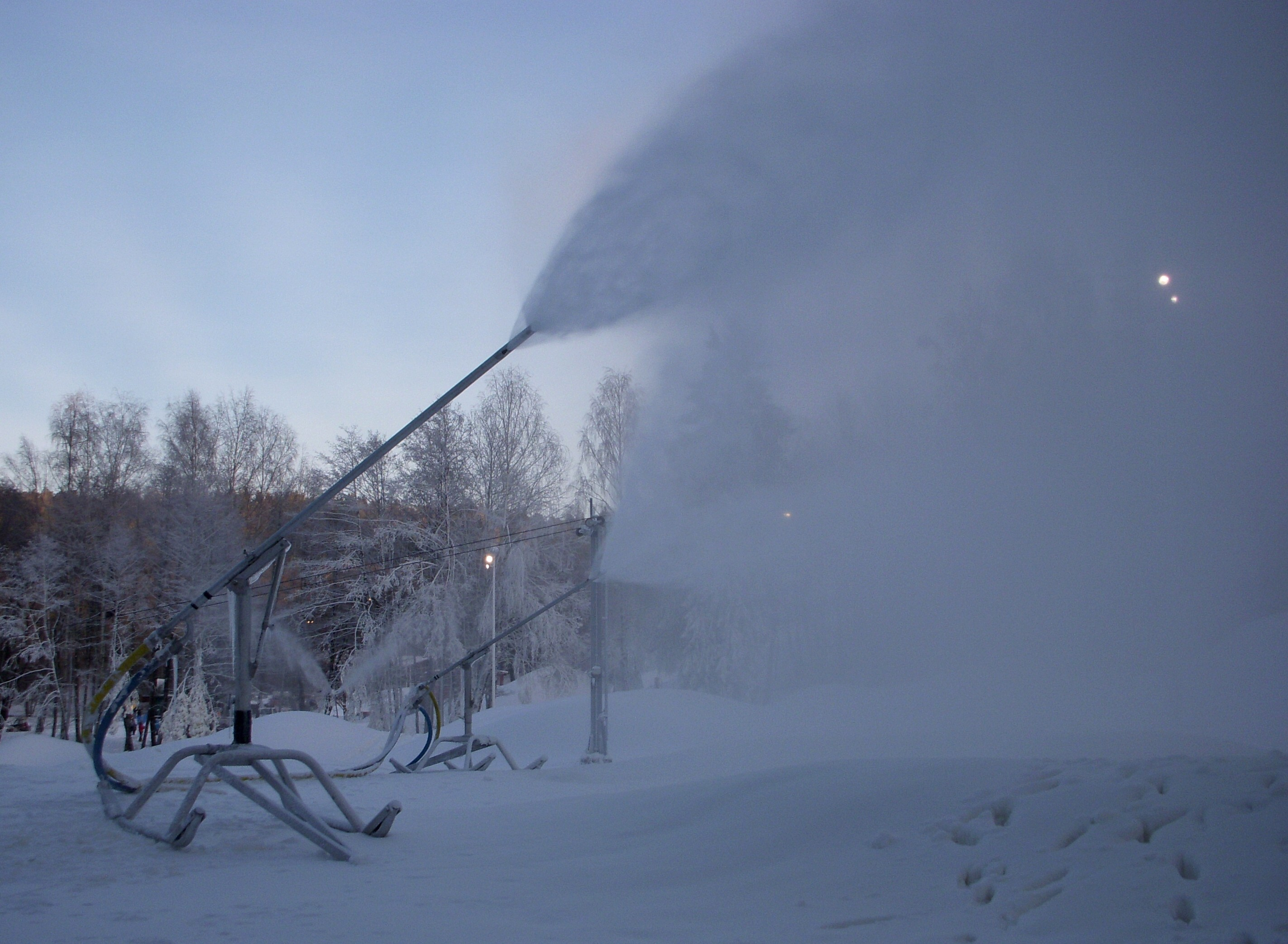
Věžové sněžné dělo

Sněžné dělo (sněhové dělo) je stroj na výrobu technického sněhu a umělé zasněžování ploch. Používá se zejména k tomu, aby lyžařské sjezdovky byly použitelné v období, kdy sice je mráz, ale v příslušné oblasti je nedostatek přirozené sněhové pokrývky. Fungují tak, že se v nich za pomoci kompresoru rozstřikuje vodní mlha do proudu podchlazeného vzduchu. Použití sněžných děl vyžaduje náročnou infrastrukturu: dostatečný zdroj vody, nádrže na vodu s čerpadly a rozvodem vody a elektrické napájení. Problémem nočního zasněžování může být hlučnost. Pro svou hmotnost je dělo obvykle umístěno na stálém místě či přemisťováno pomocí rolby.

## Historie a využití
První pokusy vyrábět umělý sníh se konaly v Kanadě ve 40. letech 20. století. Sněžné dělo si jako první patentovali Američané v roce 1954 a k masovému využití byla sněžná děla připravena na zimní olympijské hry ve Squaw Valley roku 1960. Počátkem šedesátých let se začala používat i v některých zimních střediscích v západní Evropě.
V zemích socialistického bloku bylo údajně poprvé sněhové dělo použito v Zadní Telnici (obec Telnice) 12. listopadu 1965. Lyžařský klub Telnice dovezl jedno rakouské dělo a pod vedením profesora ČVUT Vladimíra Chlumského je upravili a zkonstruovali další tři děla. Zpočátku se využívala jen k tréninkům závodních lyžařů.
V roce 2007 uvedli autoři redakčního článku v MF Dnes odhad, že v celé Evropě se používá asi 3100 sněhových děl.
Sněhová děla vyrábí mnoho výrobců, do České republiky se dovážejí například děla švédské firmy ARECO, od roku 1983 vyrábí sněžná děla firma Demacenko, dalšími značkami jsou EuroSnow, MND SNOW (Sufag) či TechnoAlpin.

## Kontroverze umělého zasněžování
Technické zasněžování je kontroverzní z několika důvodů: 
- K výrobě umělého sněhu je používána povrchová voda, která je odčerpávána z vodních zdrojů v krajině. Zvláště v horských oblastech způsobuje její odčerpání nenahraditelný sezónní deficit. Povrchová voda je na rozdíl od srážkové vody mineralizovaná; pokud se aplikuje na živinami chudé plochy, funguje jako hnojivo, což má negativní dopad na ekologické vztahy v ekosystému a biocenózu v chráněných územích.[4]
- Průmyslově vyráběná aditiva, která lze přidávat do čerpané vody za účelem jejího snazšího zmrznutí, se po rozpuštění sněhu dostávají do ekosystému; jejich použití se těžko ověřuje, v Česku je pravděpodobně vzácné či nulové.[5]
- Sněžná děla jsou hlučná, zvláště při nočním zasněžování plaší zvěř a v obydlených oblastech mohou rušit i spánek obyvatel.[2][6]
- Technický sníh tvoří na sjezdovce hutnější vrstvu, která ve srovnání s přírodní sněhovou pokrývkou rychleji promrzá a nechrání tak půdní podloží. Při jarním tání pak technický sníh odtává pomaleji, čímž dochází k opoždění nástupu vegetačního období rostlin a změnám v hydrologickém režimu toků.[7]